# Johann Jakob Breitinger (Philologe)
Johann Jakob Breitinger (* 1. März 1701 in Zürich; † 14. Dezember 1776 ebenda) war ein Schweizer Philologe und Autor.

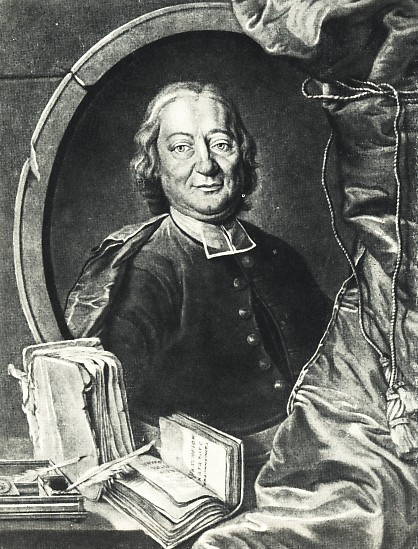
Johann Jakob Breitinger; Schabkunstblatt von V. D. Preissler nach J. C. Füeßli, 1741.

## Leben
Johann Jakob Breitinger studierte Theologie und Philologie und verdiente sich erste Anerkennung ab 1730 durch eine Neuausgabe der Septuaginta. Ab 1731 arbeitete er als Professor der hebräischen und später der griechischen Sprache am Collegium Carolinum in Zürich. Bekannt wurde Breitinger aber vor allem als Mitarbeiter seines Freundes Johann Jakob Bodmer. In ihren gemeinschaftlichen Werken zur Kirchengeschichte ist nicht immer zu unterscheiden, von wem die meisten Anregungen stammten. Der Hauptanteil an der historischen Sammlung Thesaurus Historicae Helveticae (1735) kann jedoch Breitinger zugeschrieben werden.
Breitingers Hauptwerk Critische Dichtkunst von 1740 war eine Absage an das traditionelle poetische Prinzip der Nachahmung der Natur zugunsten der schöpferischen Phantasie – es hatte grossen Einfluss auf die deutsche Literaturtheorie und den aufkeimenden Geniekult. In diesem Zusammenhang stand auch der literaturhistorisch bedeutsame Streit Bodmers und Breitingers mit Johann Christoph Gottsched.

## Werke
- Kritische Abhandlung von der Natur, den Absichten und dem Gebrauche der Gleichnisse. 1740.
- Critische Dichtkunst. 1740.
- Verteidigung der schweizerischen Muse Herrn D. A. Hallers. 1744.